# مارك مكجوين
مارك مكجوين (بالإنجليزية: Mark McGeown)‏ هو لاعب كرة قدم بريطاني في مركز حراسة المرمى، ولد في 10 مايو 1970 في بيزلي في المملكة المتحدة. لعب مع ريث روفرز وكوين أوف ساوث ونادي آير يونايتد ونادي دمبرتون ونادي ستيرلينغ ألبيون.

## وصلات خارجية
- مارك مكجوين على موقع قاعدة بيانات كرة القدم.إي يو (الإنجليزية)
- مارك مكجوين على موقع Soccerbase.com (لاعب) (الإنجليزية)